# Grad Mauterndorf

Grad Mauterndorf (nemško Burg Mauterndorf) je grad v občini Mauterndorf, v avstrijski deželi Salzburg. Stoji na nadmorski višini 1138 metrov. 

## Zgodovina
Grad Mautendorf je bil verjetno zgrajen na mestu stare rimske utrdbe iz leta 326 ali prej. Rimsko gorsko cesto je zaščitil od Teurnije preko prelaza Radstädter Tauern do Iuvavuma (današnji Salzburg) in služil kot rezidenca rimskega upravitelja v provinci Norik. Prvotna utrdba je bila uničena v času selitvenega obdobja.
Grad, zgrajen na tem mestu v poznejših letih, je bil financiran in podprt s cestninskim sistemom za bližnjo cesto. Dokaz za to je darovnica, ki jo je izdal cesar Henrik II. leta 1002. Dorf je nemška pripona za vas ali naselje. Sam grad je bil omenjen šele leta 1253, ko je bil zgrajen stanovansjko-obrambni stolp (Bergfrid). Utrdbo sta v 15. stoletju pod vladavino princa nadškofa Salzburga, Burkhard Weisbriach in Leonhard von Keutschach znatno povečala, da bi dosegel obliko, ki jo ima še danes. Cestninski sistem na cesti čez prelaz Radtsädter Tauern je podpiral grad in vas do leta 1803, ko je bilo zbiranje cestnine opuščena v času napoleonskih vojn. Leta 1806 je grad postal last avstrijske države.
Leta 1894 je grad Mauterndorf kupil Hermann Epenstein (1851–1934), kristjan židovskega rodu, ki je bil v Berlinu kirurg pruske vojske. Prenovil in restavriral je propadajoči grad z veliko truda za uporabo kot rezidenco. Leta 1908 mu je avstrijski cesar Franc Jožef I. podelil manjši naziv Ritter von Mauternburg za zaslužne storitve in donacijo kroni.
Med svojim službovanjem v nemški jugozahodni Afriki konec 1880-ih let je Epenstein postal prijatelj s komisarjem Heinrichom Ernstom Göringom. Ko se je vrnil v Nemčijo je ponudil gostoljubje družini Göring v svojih rezidencah. Postal je zdravnik (in skriti ljubimec) Göringove žene Franziske, pa tudi boter in mentor njenih otrok. Družina Göring, med njimi mlajša sinova Hermann in Albert, so pogosto bivali v gradu Mauterndorf kot Epensteinovi gostje. Epenstein je kasneje postal naturalizirani avstrijski državljan in se po 1. svetovni vojni upokojil, da bi živel v Mauterndorfu. Leta 1923 je sprejel Hermana Göringa, ki je pobegnil iz Nemčije po neuspelem pivniškem puču, da bi se izognil kazenskemu pregonu.
Ko je Epenstein umrl leta 1934, je premoženje prešlo njegovi vdovi, ki je grad zapustila sponzoriranemu otroku Hermannu Göringu ob njeni smrti leta 1939. Göring ni bil nikoli formalno lastnik gradu vpisan v zemljiško knjigo, kar je bilo sprejeto po enoletni tožbi med Epensteinovimi dediči in državo Nemčijo. Ob koncu druge svetovne vojne je Göring poskušal zbežati v »grad moje mladosti«, vendar se je predal silam ameriške vojske v bližnjem Brucku, ker se je bal Rdeče armade, ki je šla navzgor po dolini Mure proti Mauterndorfu.
Od leta 1968 je stavba v lasti dežele Salzburg, leta 2003 pa je bil ustanovljen grajski muzej. Nekatera druga podjetja si delijo prostore, vključno z lokalno restavracijo in gostinsko ponudbo. Druga uporaba je bila mesto zbiranja znanstvenih konferenc mednarodnega značaja in kot prizorišče različnih kulturnih dogodkov. Regionalni muzej Lungau je bil odprt maja 2007 pod vodstvom kustosinje Helge Gappmayer. Muzej je doživel več stopenj gradnje, da bi dosegel svojo temo »Tradicija z novim videzom«.

## Drugo
Grad je krasil hrbtni del avstrijskega bankovca za 50 šilingov iz serije 1956.